# Xiaomi Mi A2 Lite
Xiaomi Mi A2 Lite — смартфон від китайської компанії Xiaomi, що входить до програми Android One. Був представлений 24 липня 2018 року в Іспанії разом зі смартфоном Xiaomi Mi A2. Також виключно на ринках Китаю та Індії був представлений Xiaomi Redmi 6 Pro, що є версією Mi A2 Lite, яка працює на фірмовій оболонці MIUI.

## Дизайн

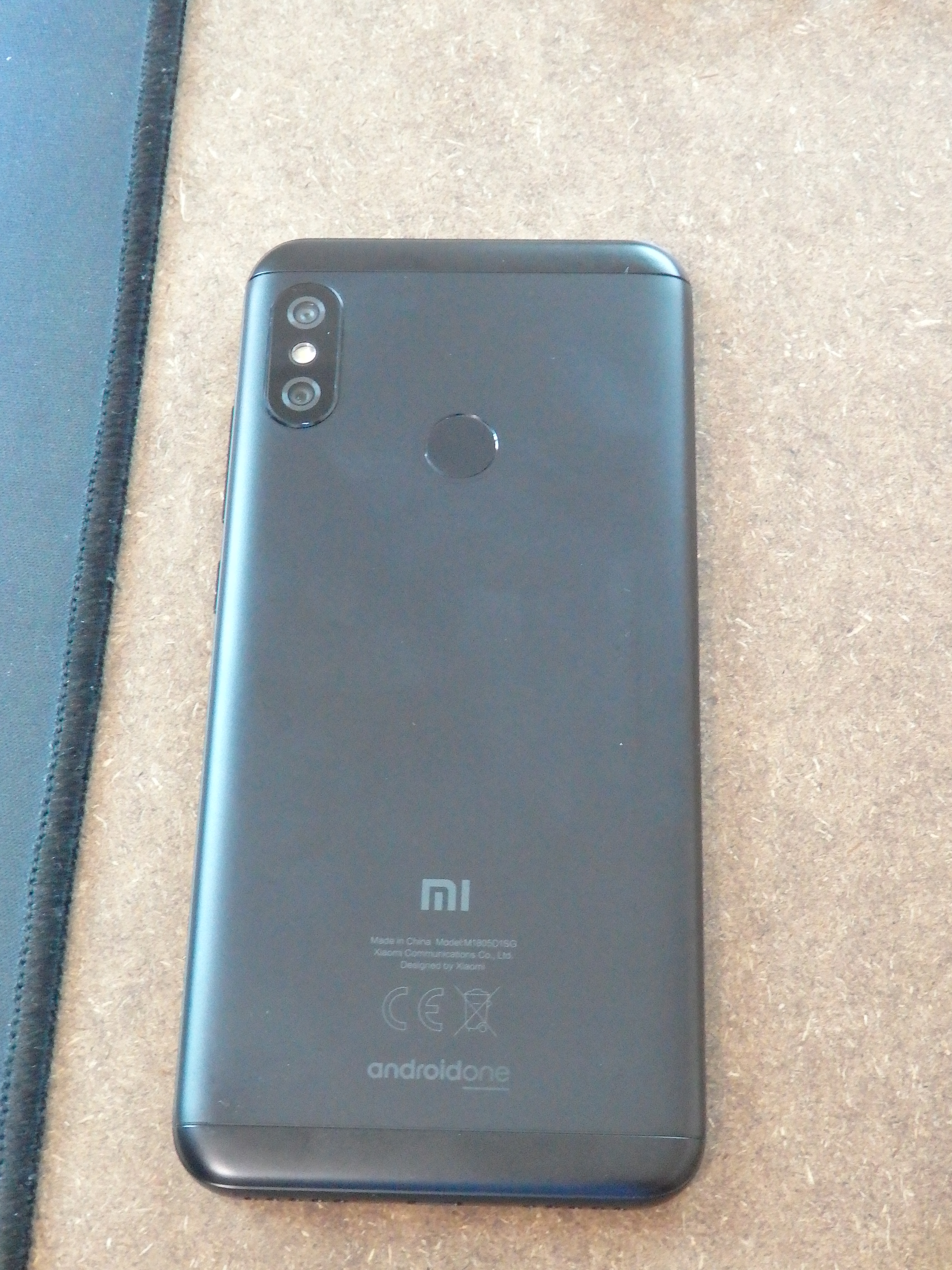
Задня панель Mi A2 Lite

Передня панель виконана зі скла, а корпус — з пластику з алюмінієвою вставкою. Ззаду пристрої схожі на більшість смартфонів Xiaomi, що були випущені в 2018 році.
Знизу розміщені роз'єм micro-USB та сітки динаміка і мікрофона, зверху — 3,5 мм аудіороз'єм, другий мікрофон та ІЧ-порт — гібридний лоток з одним слотом під SIM-картку та другим слотом під SIM-картку або карту пам'яті формату microSD до 256 ГБ, а справа — гойдалка регулювання гучності та кнопка блокування. Сканер відбитків пальців розміщений на задній панелі.
Xiaomi Mi A2 Lite продавався в 5 кольорах: чорному, блакитному, золотому, рожеве золото та червоному.

## Технічні характеристики

### Апаратне забезпечення
Смартфони отримали систему на кристалі середнього рівня 2016 року Qualcomm Snapdragon 625, що в той час була встановлена в багатьох смартфонах Xiaomi. Mi A2 Lite був доступний в конфігураціях 3/32 та 4/64 ГБ, а Redmi 6 Pro — 3/32, 4/32 та 4/64 ГБ.
Батарея отримала об'єм 4000 мА·год.
Пристрої отримали 5,84-дюймовий дисплей типу IPS LCD з роздільною здатністю Full HD+ (2280 × 1080), щільністю пікселів 432 ppi та співвідношенням сторін 19:9. Смартфони стали першим в серії Mi A та Redmi, що отримали виріз в екрані.
Смартфони отримали основну подвійну камеру з головним об'єктивом на 12 Мп з діафрагмою f/2.2 і фазовим автофокусом та сенсором глибини на 5 Мп з діафрагмою f/2.2. Також моделі отримали передню камеру на 5 Мп з діафрагмою f/2.0. Основна та передня камери вміють записувати відео в роздільній здатності 1080p при 30fps.

### Програмне забезпечення
Mi A2 Lite входить до програми Android One, тому, як і всі смартфони серії Mi A, отримав «чистий» Android версії 8.1 Oreo і був пізніше оновлений до Android 10. Натомість Redmi 6 Pro був випущений на MIUI 9, що базувалася на Android 8.1 Oreo і був пізніше оновлений до MIUI 12 на базі Android 9 Pie.